# Swiftia kofoidi
Swiftia kofoidi är en korallart som först beskrevs av Nutting 1909.  Swiftia kofoidi ingår i släktet Swiftia och familjen Plexauridae. Inga underarter finns listade i Catalogue of Life.